# Mérésânkh II
Pour les articles homonymes, voir Mérésânkh.
Mérésânkh II (signifiant « Elle aime la vie » ou « la Vivante aime ») est la fille de Khéops et sans doute de la reine Mérititès Ire. Certains spécialistes pensent qu'elle pourrait avoir été l'épouse de son (demi ?)-frère Horbaf.  Les titres de Mérésânkh II incluent : « Grande du sceptre hétès » (wrt-hetes), « Celle qui voit Horus et Seth » (m33t-hrw-stsh), « Épouse du roi » (hmt-nisw), « Préposée d'Horus » (kht-hrw), « Fille du Roi de son corps » (s3t-niswt-nt-kht.f).

## Généalogie
Elle est la fille du roi Khoufou et sans doute de la reine Mérititès Ire.
Elle a peut-être épousé son demi-frère Horbaf. Elle a en tout cas eu au moins trois enfants : un fils nommé Djaty et deux filles nommées Néfertkaou et Nebty-tepites.
Elle possède également le titre de reine. Certains pensent donc qu'elle pourrait s'être (re)mariée avec l'un des successeurs de Khoufou, ses demi-frères Djédefrê et Khafrê.

## Sépulture
Mérésânkh II a été enterrée dans un double mastaba G 7410 - 7420 avec son premier mari Horbaf. La tombe a été fouillée par George Andrew Reisner. Mérésânkh II a été enterré dans le puits G 7410B comportant deux chambres. Horbaf a été enterré dans le puits G 7420A.
Le sarcophage de Mérésânkh II a été découvert et enlevé lors des fouilles de 1927 et se trouve maintenant au musée des Beaux-Arts de Boston. Le sarcophage est fait de granit rouge et porte des inscriptions sur les quatre côtés. La photographie ci-dessous montre un sarcophage rectangulaire. Le côté montré est décoré d'une façade de palais. Au centre, les portes du palais sont représentées. À gauche de la façade du palais se trouve l'inscription « Fille du Roi de son corps, Mérésânkh » (sat nesu n khetef mr.s.ankh) ; sur la droite il y a une inscription identifiant la dame comme [...] « Horus, épouse du roi Mérésânkh ». Le sarcophage de Mérésânkh est décoré d'un chacal représentant Anubis sur le couvercle et de listes d'offrandes sur les extrémités.

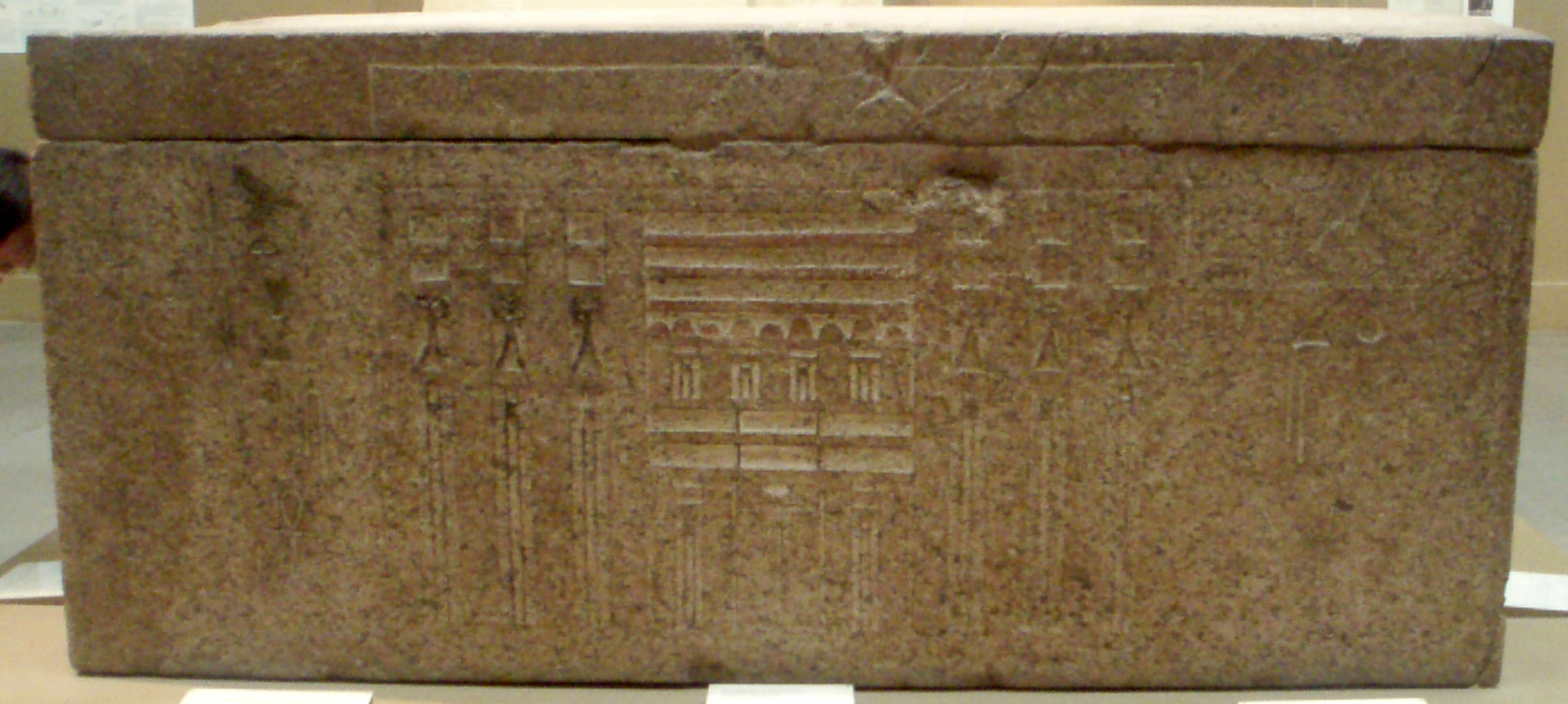
Sarcophage de la princesse Mérésânkh II conservé au musée des Beaux-Arts de Boston